# Arthur Edward Waite
Arthur Edward Waite (2 d'octubre de 1857 – 19 Maig de 1942), conegut normalment com A. E. Waite, fou un poeta i estudiós de l'ocultisme i l'esoterisme que escrigué de manera abundant sobre aquestes matèries, a més de ser cocreador del Tarot Rider-Waite. Com a biògraf, R. A. Gilbert afirma que «el nom de Waite ha sobreviscut perquè va ser el primer en intentar sistematitzar la història de l'ocultisme occidental, veient-lo com una tradició espiritual més que com un tipus de protociència o com una patologia de la religió».

## Primers anys de vida
Waite nasqué a Brooklyn, als Estats Units. El seu pare, Charles F Waite, morí quan ell era molt jove i la seva mare, Emma Lovell, tornà a Anglaterra, el seu país d'origen, on crià el seu fill. Waite va ser educat en una petita escola privada de North London i, a partir dels 13 anys, al St. Charle's College. Quan deixà els estudis per a convertir-se en clergue, es dedicà a escriure poesia com a aficionat. En 1863 la seva mare es converteix al catolicisme. La mort de la seva germana Frederika Waite en 1874 l'atragué cap a la recerca psíquica. Als 21 anys començà a llegir de manera regular a la biblioteca del Museu Britànic, estudiant diferents branques de l'esoterisme. En 1881 Waite descobrí els escrits d'Eliphas Lévi.
Quan Waite tenia uns 30 anys es casà amb Ada Lakeman (també anomenada «Lucasta»), i tengueren una filla, Sybil. Algun temps després de la mort de Lucasta el 1924, Waite es casà amb Mary Broadbent Schofield. Passà la major part de la seva vida a o prop de Londres, lligat a varies editorials i publicant la revista Món Desconegut (The Unknown World).

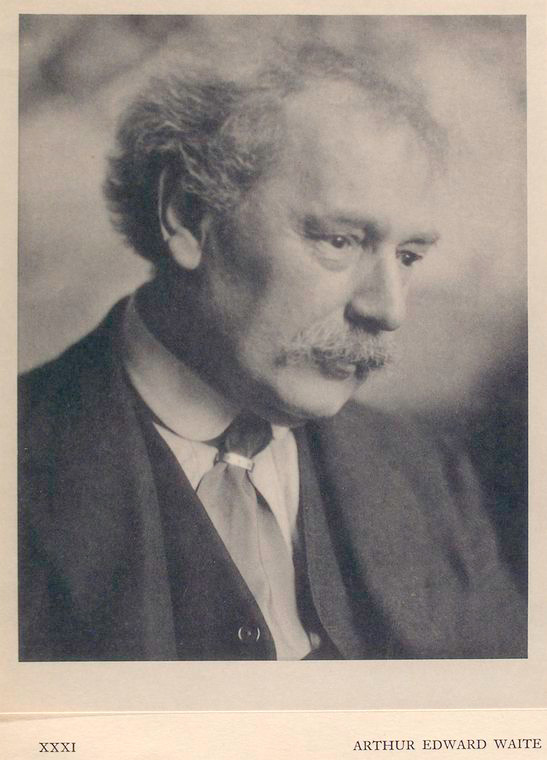
Waite fotografiat a Londres, 13 de gener de 1921.

## Carrera

### L'Alba Daurada (Golden Dawn)
Waite s'uní a l'Ordre Exterior de l'Orde Hermètic de l'Alba Daurada el gener de 1891 després de ser introduït per E. W. Berridge, se'n retirà en 1893 i hi tornà en 1896. En 1899 ingressa a la Segona Ordre de l'Alba Daurada. Esdevé francmaçó el 1901, i entra a la Societat Rosacruciana de l'Anglia el 1902. El 1903 fundà l'Ordre Independent i Rectificada Ordo R. R. et A. C., que va ser dissolta el 1914. L'Alba Daurada es veié repetidament dividida per disputes internes fins que Waite marxà el 1914; en juliol de 1915 creà la Companyia de la Rosa-Creu (no confondre amb la Societat Rosacruciana). En aquella època hi havia hagut una mitja dotzena de cismes de l'Alba Daurada original i mai no s'arribà a recuperar per complet.
Aleister Crowley, enemic de Waite, es referí a ell com el malvat «Arthwate» a la seva novel·la Moonchild i es referí a ell com «Dead Waite» (el cadàver Waite) a la seva revista Equinox. Lovecraft anomenà Epharim Waite al pervers mag del seu relat «La cosa en el llindar»; d'acord amb Robert M. Price, aquest personatge estava basat en Waite.

### Autor i acadèmic
Waite fou un autor prolífic i molts dels seus treballs foren ben rebuts als cercles acadèmics. Escrigué textos ocultistes sobre temes com l'endevinació, l'esoterisme, el rosacrucianisme, la francmaçoneria i la màgia cerimonial, la Càbala i l'alquímia. També va traduir i reedità moltes obres importants dels camps de l'alquímia i les ciències místiques. Els seus treballs sobre el Sant Greal, influïts per la seva amistat amb Arthur Machen, foren particularment notables. Gran nombre dels seus treballs continuen editant-se, inclòs el Llibre de màgia cerimonial (1911), La sagrada kabbalah (1929), Una nova enciclopèdia de la francmaçoneria (1921), i la seva traducció el 1910 de La màgia transcendental, la seva doctrina i ritual, escrita per Eliphas Levi en 1896, encara es reedita. Waite també escrigué dues novel·les de fantasia al·legòrica: El príncep Starbeam (1889) i L'aventura de l'escala daurada (1893), i edità Elfin Music, una antologia de poesia basada en el folklore feèric anglès.

## Baralla del Tarot
Waite és més conegut com a cocreador del popular i àmpliament utilitzat Tarot Rider-Waite (també conegut com a Tarot Rider-Waite-Smith o simplement Tarot Rider) i autor del volum que l'acompanya, La clau del Tarot, reeditat l'any següent, 1911, com La clau pictòrica del Tarot, una guia per la lectura del Tarot. El Tarot Rider-Waite-Smith resultà notable per ser una de les primeres baralles en il·lustrar les 78 cartes, no només els 22 Arcans majors. La membre de l'Alba Daurada Pamela Colman Smith il·lustrà les cartes per Waite, i la baralla fou finalment publicada el 1909. Encara continua activa i considerablement estesa.
Se sap que la inspiració per aquesta baralla es deu en part al Tarot Sola Busca (nord d'Itàlia, 1491), el primer i únic completament il·lustrat en l'època de la publicació del Tarot Rider-Waite.

## Publicacions
- Israfel: Letters, Visions and Poems, Londres: Allen, 1886.
- The Mysteries of Magic: A Digest of the Writings of Eliphas Levi, Londres: George Redway, 1886.
- Alchemists Through the Ages, 1888
- The Occult Sciences: A Compendium of Transcendental Doctrine and Experiment, Londres: Kegan Paul, Trench, Trubner & Co., Ltd, 1891.
- The Hermetic Museum, en dos volums. Londres, 1893.
- The Alchemical Writings of Edward Kelly, Londres, 1893.
- Turba Philsophorum (traductor), 1894
- Devil-Worship in France. Londres: George Redway, 1896.
- The Book of Black Magic and of Pacts, 1898.
- The Pictorial Key to the Tarot. Londres: William Ryder & Son, Ltd., 1911.
- The Secret Tradition in Freemasonry, en dos volums. Londres: Rebman, 1911.
- The Book of Destiny and The Art of Reading Therein, Londres: William Rider & Son Ltd., 1912.
- The Book of Ceremonial Magic, Londres: 1913.
- The Holy Kabbalah, 1929.
- A New Encyclopedia of Freemasonry, 1921.
- The Brotherhood of the Rosy Cross: Being Records of the House of the Holy Spirit in its Inward and Outward History, Londres: William Rider & Son Ltd., 1924.
- The collected poems of Arthur Edward Waite, in two volumes, Londres: William Rider & Son Ltd.
- A New Encyclopaedia of Freemasonry (Ars Magna Latomorum) and of Cognate Instituted Mysteries: Their Rites, Literature, and History, Nova York: Wings Books, 1994. ISBN 0517191482.
- The Hidden Church of the Holy Grail: Its Legends and Symbolism Considered in Their Affinity with Certain Mysteries of Initiation and Other Traces of a Secret Tradition in Christian Times, Amsterdam, Holanda: Fredonia Books, 2002. ISBN 1-58963-905-7.
- Inner and Outer Order Initiations of the Holy Order of the Golden Dawn, Canadà: Burnaby, 2005. ISBN 0-9735931-7-2.
- Theories As to the Authorship of the Rosicrucian Manifestos, Whitefish, MT: Kessinger Publishing, 2005. ISBN 1-4253-3290-0.